# Alluaudellina
Alluaudellina är ett släkte av kackerlackor. Alluaudellina ingår i familjen Nocticolidae.
Kladogram enligt Catalogue of Life:
| Alluaudellina | \| \| Alluaudellina cavernicola \| \| \| \| \| \| Alluaudellina himalayensis \| \| \| \| |
|               | \| \| Alluaudellina cavernicola \| \| \| \| \| \| Alluaudellina himalayensis \| \| \| \| |
|               | Cardacopsis                                                                              |
|               |                                                                                          |
|               | Cardacus                                                                                 |
|               |                                                                                          |
|               | Metanocticola                                                                            |
|               |                                                                                          |
|               | Nocticola                                                                                |
|               |                                                                                          |
|               | Pholeosilpha                                                                             |
|               |                                                                                          |
|               | Spelaeoblatta                                                                            |
|               |                                                                                          |
|               | Typhloblatta                                                                             |
|               |                                                                                          |
|               | Typhloblattodes                                                                          |
|               |                                                                                          |
|               | Alluaudellina cavernicola                                                                |
|               |                                                                                          |
|               | Alluaudellina himalayensis                                                               |
|               |                                                                                          |

|  | Alluaudellina cavernicola  |
|  |                            |
|  | Alluaudellina himalayensis |
|  |                            |